# Armadilloniscus indicus
Armadilloniscus indicus là một loài chân đều trong họ Detonidae. Loài này được Ferrara & Taiti miêu tả khoa học năm 1983.